# WWE Elimination Chamber
Elimination Chamber es un evento premium en vivo de lucha libre profesional, (hasta 2021 fue pago por visión) producido por WWE. El evento fue creado en 2010, con su evento inaugural teniendo lugar el 21 de febrero de 2010, reemplazando a No Way Out. El concepto del evento es que las luchas principales son disputadas dentro de la Elimination Chamber; una de estas luchas ofrece típicamente el Campeonato de WWE siendo defendido, mientras que la otra generalmente es por el Campeonato Mundial Peso Pesado (los dos títulos fueron unificados en diciembre de 2013). El nombre del evento fue seleccionado después de que WWE permitió a los fanes escoger a través de una encuesta en su página oficial y fue elegido por sobre «Heavy Metal», «Battle Chamber», «Chamber of Conflict» y el nombre original de «No Way Out». Desde su origen, cada evento se ha celebrado en un estadio cubierto, con todos teniendo lugar en los Estados Unidos. En el año 2015, el evento fue reemplazado por Fastlane como el pago por visión del mes de febrero. Sin embargo, más tarde fue anunciado que el evento iba a tener lugar en 2015 el 31 de mayo e iba a ser transmitido en los Estados Unidos exclusivamente en WWE Network y en PPV en otros lugares. El evento no ocurrió en 2016, pero volvió en 2017 como un evento de la marca SmackDown Live por primera vez. La edición de 2018 fue un evento de la marca Raw e incluyó el primer Elimination Chamber match femenino, así como el primer Elimination Chamber match de siete hombres. En 2019, Elimination Chamber se volvió un evento para ambas marcas.
Elimination Chamber se conoce en Alemania como No Escape (en alemán: Kein Entkommen), para evitar cualquier recordatorio de las cámaras de gas utilizadas durante el Holocausto.

## Fechas y lugares
|  | Evento de Raw |  | Evento de SmackDown Live |

| Evento                     | Fecha                 | Lugar                      | Estadio                    | Evento principal                                                                                    |
| -------------------------- | --------------------- | -------------------------- | -------------------------- | --------------------------------------------------------------------------------------------------- |
| Elimination Chamber (2010) | 21 de febrero de 2010 | San Luis, Misuri           | Scottrade Center           | The Undertaker vs. Chris Jericho vs. John Morrison vs. R-Truth vs. CM Punk vs. Rey Mysterio         |
| Elimination Chamber (2011) | 20 de febrero de 2011 | Oakland, California        | Oracle Arena               | John Cena vs. CM Punk vs. John Morrison vs. King Sheamus vs. Randy Orton vs. R-Truth                |
| Elimination Chamber (2012) | 19 de febrero de 2012 | Milwaukee, Wisconsin       | Bradley Center             | John Cena vs. Kane                                                                                  |
| Elimination Chamber (2013) | 17 de febrero de 2013 | Nueva Orleans, Luisiana    | New Orleans Arena          | The Rock vs. CM Punk                                                                                |
| Elimination Chamber (2014) | 23 de febrero de 2014 | Minneapolis, Minnesota     | Target Center              | Randy Orton vs. Daniel Bryan vs. John Cena vs. Cesaro vs. Christian vs. Sheamus                     |
| Elimination Chamber (2015) | 31 de mayo de 2015    | Corpus Christi, Texas      | American Bank Center       | Seth Rollins vs. Dean Ambrose                                                                       |
| Elimination Chamber (2017) | 12 de febrero de 2017 | Phoenix, Arizona           | Talking Stick Resort Arena | John Cena vs. Bray Wyatt vs. AJ Styles vs. The Miz vs. Dean Ambrose vs. Baron Corbin                |
| Elimination Chamber (2018) | 25 de febrero de 2018 | Las Vegas, Nevada          | T-Mobile Arena             | Braun Strowman vs. Elias vs. John Cena vs. Roman Reigns vs. The Miz vs. Seth Rollins vs. Finn Bálor |
| Elimination Chamber (2019) | 17 de febrero de 2019 | Houston, Texas             | Toyota Center              | Daniel Bryan vs. Kofi Kingston vs. AJ Styles vs. Jeff Hardy vs. Samoa Joe vs. Randy Orton           |
| Elimination Chamber (2020) | 8 de marzo de 2020    | Philadelphia, Pennsylvania | Wells Fargo Center         | Asuka vs. Liv Morgan vs. Natalya vs. Ruby Riott vs. Sarah Logan vs. Shayna Baszler                  |
| Elimination Chamber (2021) | 21 de febrero de 2021 | St. Petersburg, Florida    | Tropicana Field            | Drew McIntyre vs. Sheamus vs. Randy Orton vs. Jeff Hardy vs. AJ Styles vs. Kofi Kingston            |
| Elimination Chamber (2022) | 19 de febrero de 2022 | Yeda, Arabia Saudita       | Jeddah Superdome           | Brock Lesnar vs. Bobby Lashley vs. Seth Rollins vs. Austin Theory vs. Riddle vs. AJ Styles          |
| Elimination Chamber (2023) | 18 de febrero de 2023 | Montreal, Canadá           | Centre Bell                | Roman Reigns vs. Sami Zayn                                                                          |
| Elimination Chamber (2024) | 24 de febrero de 2024 | Perth, Australia           | Perth Stadium              | Rhea Ripley vs. Nia Jax                                                                             |
| Elimination Chamber (2025) | 1 de marzo de 2025    | Toronto, Canadá            | Rogers Centre              | Undisputed WWE Championship #1 Contender’s Elimination Chamber Match                                |

## Ediciones

### 2010
WWE Elimination Chamber 2010 tuvo lugar el 21 de febrero de 2010 en el Scottrade Center en San Luis, Misuri. El tema oficial del evento fue "Rise Up" de Cypress Hill.

#### Resultados
- Dark Match: Christian derrotó a Ezekiel Jackson.[8]
  - Christian cubrió a Jackson después de un «Killswitch».
- John Cena derrotó a Sheamus (c), Triple H, Randy Orton, Ted DiBiase y Kofi Kingston en un Elimination Chamber Match y ganó el Campeonato de WWE (30:10).[9]
  - Cena eliminó finalmente a Triple H, ganando la lucha (ver detalles).
  - Durante la lucha, Cody Rhodes interfirió a favor de DiBiase.
- Batista derrotó a John Cena y ganó el Campeonato de WWE (0:32).[9]
  - Batista cubrió a Cena después de un «Batista Bomb».
  - Esta lucha no estaba pactada, pero Mr. McMahon la ordenó como recompensa para Batista tras defenderlo de Bret Hart.
- Drew McIntyre derrotó a Kane y retuvo el Campeonato Intercontinental (10:06).[10]
  - McIntyre cubrió a Kane después de un «Future Shock».
- LayCool (Michelle McCool & Layla) derrotaron a Maryse & Gail Kim (3:35).[11]
  - McCool cubrió a Kim después de un «Faith Breaker».
  - Originalmente la lucha era por el vacante Campeonato de Divas, pero Vickie Guerrero decidió cambiarla después de que Maryse insultara a las Divas de SmackDown.
  - Después de la lucha, Maryse le aplicó un «French Kiss» a Kim.
- The Miz (con The Big Show) derrotó a Montel Vontavious Porter (con Mark Henry) y retuvo el Campeonato de los Estados Unidos (13:02).[12]
  - The Miz cubrió a MVP después de un «K.O. Punch» de Show.
- Chris Jericho derrotó a The Undertaker (c), John Morrison, R-Truth, CM Punk (con Luke Gallows & Serena) y Rey Mysterio en un Elimination Chamber Match y ganó el Campeonato Mundial Peso Pesado (35:37).[13]
  - Jericho eliminó finalmente a The Undertaker, ganando la lucha (ver detalles).
  - Antes de la lucha, The Undertaker tuvo un accidente en su entrada con los fuegos pirotécnicos.
  - Durante la lucha, Shawn Michaels le aplicó a un «Sweet Chin Music» a The Undertaker.

### 2011
WWE Elimination Chamber 2011 tuvo lugar el 20 de febrero de 2011 desde la Oracle Arena en Oakland, California. El tema oficial fue "Ignition" de TobyMac.

#### Resultados
- Dark Match: Daniel Bryan derrotó a Ted DiBiase (con Maryse) y retuvo el Campeonato de los Estados Unidos.
  - Bryan forzó a DiBiase a rendirse con un «LeBell Lock».
- Alberto Del Rio (con Ricardo Rodríguez) derrotó al Campeón Intercontinental Kofi Kingston (10:30).
  - Del Rio forzó a Kingston a rendirse con un «Cross Armbreaker».
  - El Campeonato Intercontinental de Kingston no estaba en juego.
- Edge derrotó a Rey Mysterio, Kane, Drew McIntyre, The Big Show y Wade Barrett en un Elimination Chamber Match y retuvo el Campeonato Mundial Peso Pesado (31:30).
  - Edge eliminó a Mysterio, ganando la lucha (ver detalles).
  - Kane atacó a Mysterio y a Edge después de ser eliminado.
  - Después de la lucha, Alberto Del Rio atacó a Edge, pero Christian hizo su regreso y atacó a Del Rio.
  - Show reemplazó a Dolph Ziggler, porque Theodore Long lo despidió (kayfabe).
- The Corre (Justin Gabriel & Heath Slater) derrotó a Santino Marella & Vladimir Kozlov (con Tamina) y ganó el Campeonato en Parejas de la WWE (5:08).
  - Gabriel cubrió a Kozlov después de un «450° Splash».
- The Miz (con Alex Riley) derrotó a Jerry Lawler y retuvo el Campeonato de la WWE (12:10).
  - The Miz cubrió a Lawler después de un «Skull-Crushing Finale».
  - Durante la lucha, Riley interfirió a favor de The Miz y el árbitro lo echó del ring.
  - Después de la lucha, The Miz celebró su victoria con Michael Cole.
- John Cena derrotó a CM Punk, John Morrison, King Sheamus, Randy Orton y R-Truth en un Elimination Chamber Match y ganó una oportunidad por el Campeonato de la WWE en WrestleMania XXVII (33:12).
  - Cena eliminó finalmente a Punk, ganando la lucha (ver detalles).
  - Punk fue eliminado por Orton siendo el primer eliminado, pero debido a que empezó a ser atacado cuando estaba atascado en la cámara, el Gerente General anónimo de Raw le dio otra oportunidad de volver a la lucha.

### 2012
WWE Elimination Chamber 2012 tuvo lugar el 19 de febrero desde el Bradley Center en Milwaukee, Wisconsin. El tema oficial del evento fue "This Means War" de Nickelback.

#### Antecedentes
El primer combate fue anunciado por el gerente general interino de Raw, John Laurinaitis, el 30 de enero de 2012, en el sitio web de WWE. El anuncio declaró que habría un Elimination Chamber match de Raw por el Campeonato de la WWE. En el combate, CM Punk defendería su campeonato contra Dolph Ziggler, Chris Jericho, The Miz, R-Truth y Kofi Kingston. La semana siguiente en Raw, Jericho ganó un Six-Pack Challenge con los seis participantes del Elimination Chamber match para obtener el derecho de entrar al partido por último.
El 3 de febrero de 2012, se anunció que también habría un Elimination Chamber match de SmackDown por el Campeonato Mundial Peso Pesado. En el combate, Daniel Bryan defendería su campeonato contra Cody Rhodes, Wade Barrett, The Big Show, The Great Khali y Santino Marella. Originalmente, Mark Henry fue nombrado como participante en el combate pero fue retirado del combate y suspendido indefinidamente por el gerente general de SmackDown, Theodore Long, por amenazarle. The Great Khali lo reemplazó en el combate. Randy Orton también fue originalmente un participante en el combate, pero sufrió una conmoción cerebral luego de que Bryan lo golpeara en la cabeza con el cinturón del título en el episodio del 13 de febrero de 2012 de Raw. Su reemplazo sería Marella, quien ganó una battle royal en el episodio del 17 de febrero de 2012 de SmackDown.
John Cena y Kane comenzaron un feudo en diciembre de 2011, con Kane apuntando a Cena debido a su lema, «Rise Above Hate» («Superar al odio»). Para jugar juegos psicológicos con Cena, Kane comenzó a atacar al amigo de Cena, Zack Ryder y a su novia en pantalla, Eve Torres, atacando a Ryder y acorralando a Eve en una variedad de situaciones, todo en un esfuerzo por hacer que Cena «abrace el odio». El 6 de febrero, se anunció un Ambulance match para el evento entre Kane y Cena.

#### Resultados
- Dark Match: Hunico (con Camacho) derrotó a Alex Riley (3:21).[17]
  - Hunico cubrió a Riley.
- CM Punk derrotó a The Miz, Chris Jericho, Kofi Kingston, Dolph Ziggler (con Vickie Guerrero) y R-Truth en un Elimination Chamber Match y retuvo el Campeonato de la WWE (32:39).[18]
  - Punk eliminó finalmente a The Miz, ganando la lucha (ver detalles).
  - Jericho fue sacado del combate debido a una lesión en la cabeza.
- Beth Phoenix derrotó a Tamina Snuka y retuvo el Campeonato de Divas (7:19).[19]
  - Phoenix cubrió a Snuka con un «Glam Slam».
- Daniel Bryan derrotó a Santino Marella, Wade Barrett, Cody Rhodes, The Big Show y The Great Khali en un Elimination Chamber Match y retuvo el Campeonato Mundial Peso Pesado (34:04).[20]
  - Bryan eliminó finalmente a Marella, ganando la lucha (ver detalles).
  - Durante la lucha, Show entró en la cámara de Bryan para atacarle.
  - Después de la lucha, Sheamus le aplicó un «White Noise» a Bryan.
  - Originalmente Mark Henry y Randy Orton eran participantes de esta lucha, pero Henry fue suspendido por el gerente general de SmackDown Theodore Long por su mala conducta ante él, mientras que Orton fue debido a una lesión siendo reemplazados por The Great Khali y Santino Marella respectivamente.
- Jack Swagger (con Vickie Guerrero) derrotó a Justin Gabriel (con Hornswoggle) y retuvo el Campeonato de los Estados Unidos (3:02).[21]
  - Swagger forzó a Gabriel a rendirse con un «Ankle Lock».
- John Cena derrotó a Kane en un Ambulance Match (21:21).[22]
  - Cena metió a Kane a la ambulancia después de un «Attitude Adjustment» desde la ambulancia hacia el piso, ganando la lucha.

### 2013
WWE Elimination Chamber 2013 tuvo lugar el 17 de febrero de 2013 desde el New Orleans Arena en Nueva Orleans, Luisiana. El tema oficial del evento fue "The Crazy Ones" de Stellar Revival.

#### Antecedentes
CM Punk comenzó un feudo con The Rock después de que Punk derrotara a Ryback en un Tables, Ladders & Chairs Match para retener el Campeonato de la WWE tras la interferencia de The Shield. The Rock derrotó a Punk por el título en Royal Rumble, luego de que The Rock solicitó un reinicio del combate cuando el Mr. McMahon estaba a punto de quitarle el título a Punk cuando las luces se apagaron y The Rock fue colocado a través de la mesa de anuncios por The Shield. La noche siguiente, Punk invocó su cláusula de revancha por el título, y en el episodio del 11 de febrero de Raw, su mánager Paul Heyman negoció con éxito que, si The Rock perdía por cuenta fuera o descalificación, se le otorgaría el título a Punk.
The Big Show comenzaría un feudo con Alberto Del Rio después de humillar al anunciador personal de Del Rio, Ricardo Rodríguez, después de que Show lo seleccionó sarcásticamente para pelear contra él por el Campeonato Mundial Peso Pesado en el episodio de víspera de Año Nuevo de Raw, lo que llevó a una victoria por descalificación para Big Show después de que Del Rio interfirió. En el episodio del 11 de enero de 2013 de SmackDown, Del Rio derrotó a Show en un Last Man Standing match por el campeonato. Tres días después, en Raw, Show anunció que invocaría su cláusula de revancha en Royal Rumble. La semana siguiente, hizo que el combate fuera un Last Match Standing match. Del Rio retuvo el título en Royal Rumble cuando Rodríguez pegó las piernas de Show a la cuerda inferior con cinta adhesiva, evitando que se levantara. Después de continuar los ataques uno contra el otro, ambos acordaron otro combate por el título en Elimination Chamber.
Después de que John Cena anunció que se enfrentaría al Campeón de la WWE en WrestleMania 29, el gerente general de SmackDown, Booker T, hizo un Elimination Chamber match para determinar al contendiente número uno por el Campeonato Mundial Peso Pesado. Randy Orton derrotó a Wade Barrett para clasificar y Daniel Bryan derrotó a Rey Mysterio para clasificar también. Kane y Jack Swagger derrotaron a Dolph Ziggler y Zack Ryder respectivamente para obtener la clasificación. Con Mark Henry y Chris Jericho haciendo su retorno recientemente a la WWE, ambos exigieron un lugar en la cámara. Ambos derrotaron a hombres que ya habían clasificado para el Elimination Chamber match; Henry derrotó a Orton y Jericho derrotó a Bryan.

#### Resultados
- Pre-Show: Tons of Funk (Brodus Clay & Tensai) (con Naomi & Cameron) derrotaron a Team Rhodes Scholars (Damien Sandow & Cody Rhodes). (4:08)[30]
  - Clay cubrió a Rhodes después de un «Double Splash».
  - Esta lucha fue emitida en vivo por WWE App, Facebook, YouTube y WWE.com media hora antes del evento.
- Alberto Del Rio (con Ricardo Rodríguez) derrotó a The Big Show y retuvo el Campeonato Mundial Peso Pesado (13:09).[31]
  - Del Rio forzó a Show a rendirse con un «Cross Armbreaker».
  - Durante la lucha, Rodríguez interfirió distrayendo a Show.
- Antonio Cesaro derrotó a The Miz por descalificación y retuvo el Campeonato de los Estados Unidos (8:26).[32]
  - The Miz fue descalificado después de aplicar un «Low Blow» accidental sobre Cesaro.
  - Después de la lucha, The Miz le aplicó un «Low Blow» a Cesaro.
- Jack Swagger (con Zeb Colter) derrotó a Randy Orton, Chris Jericho, Mark Henry, Kane y Daniel Bryan en un Elimination Chamber Match y ganó una oportunidad por el Campeonato Mundial Peso Pesado en WrestleMania 29 (31:18).[33]
  - Swagger eliminó finalmente a Orton, ganando la lucha (ver detalles).
  - Durante la lucha, Henry regresó al combate después de que fue eliminado y atacó a todos con un «World's Strongest Slam».
  - Originalmente Rey Mysterio era participante de esta lucha, pero fue sacado debido a una lesión provocada por Henry el 4 de febrero en Raw.
- The Shield (Seth Rollins, Dean Ambrose & Roman Reigns) derrotó a John Cena, Ryback & Sheamus (13:38).[34]
  - Rollins cubrió a Ryback después de un «Spear» de Reigns.
  - Antes de la lucha, Cena, Ryback & Sheamus atacaron a The Shield.
- Dolph Ziggler (con AJ Lee & Big E Langston) derrotó a Kofi Kingston (3:56).[35]
  - Ziggler cubrió a Kingston después de un «Zig Zag».
  - Después de la lucha, Langston atacó a Kingston con un «Big Ending».
  - El World Heavyweight Championship Money in the Bank de Ziggler no estuvo en juego.
- Kaitlyn derrotó a Tamina Snuka y retuvo el Campeonato de Divas (3:18).[36]
  - Kaitlyn cubrió a Snuka después de un «Spear».
- The Rock derrotó a CM Punk (con Paul Heyman) y retuvo el Campeonato de la WWE (21:35).[37]
  - The Rock cubrió a Punk después de un «Rock Bottom».
  - Si The Rock perdía por cuenta fuera o descalificación, Punk hubiera ganado el campeonato.
  - Durante la lucha, Heyman interfirió distrayendo al árbitro.

### 2014
WWE Elimination Chamber 2014 tuvo lugar el 23 de febrero de 2014 desde el Target Center en Minneapolis, Minnesota. El tema oficial del evento fue "Doomsday" de Nero Éste fue el último pay-per-view de transición antes de que los pague por ver sean transmitidos únicamente en la Red WWE Network.

#### Resultados
- Kick Off: Cody Rhodes & Goldust derrotaron a RybAxel (Ryback & Curtis Axel) (con Larry Hennig) (10:20).[38]
  - Rhodes cubrió a Axel después de un «Cross Rhodes».
  - Esta lucha fue emitida por WWE.com, WWE App, Facebook, YouTube, Twitter y Google+ media hora antes del evento.
- Big E derrotó a Jack Swagger (con Zeb Colter) y retuvo el Campeonato Intercontinental (11:50).[39]
  - Big E cubrió a Swagger después de un «Big Ending».
- The New Age Outlaws (Road Dogg & Billy Gunn) derrotaron a The Usos (Jey Uso & Jimmy Uso) y retuvieron el Campeonato en Parejas de la WWE (8:37).[40]
  - Gunn cubrió a Jimmy con un «Roll-up».
- Titus O'Neil derrotó a Darren Young (6:17).[41]
  - O'Neil cubrió a Young después de un «Clash of the Titus».
- The Wyatt Family (Bray Wyatt, Luke Harper & Erick Rowan) derrotó a The Shield (Seth Rollins, Dean Ambrose & Roman Reigns). (22:42)[42]
  - Wyatt cubrió a Reigns después de un «Sister Abigail».
  - Antes de la lucha, The Shield atacó a The Wyatt Family.
- Cameron derrotó a la Campeona de Divas AJ Lee (con Tamina Snuka) por descalificación (3:59).[43]
  - Lee fue descalificada después de que Snuka atacara a Cameron.
  - Durante la lucha, Snuka le aplicó un «Superkick» accidental a Lee y un «Clothesline» a Cameron.
  - Como resultado, Lee retuvo el campeonato.
- Batista derrotó a Alberto Del Rio (12:54).[44]
  - Batista cubrió a Del Rio después de mandarlo contra un esquinero sin protección y un «Batista Bomb».
- Randy Orton derrotó a Daniel Bryan, John Cena, Cesaro (con Zeb Colter), Christian y Sheamus en un Elimination Chamber Match y retuvo el Campeonato Mundial Peso Pesado de la WWE (37:33).[45]
  - Orton eliminó finalmente a Bryan, ganando la lucha (ver detalles).
  - Durante la lucha, The Wyatt Family interfirió atacando a Cena y a Bryan y Kane interfirió deteniendo al árbitro mientras Bryan cubría a Orton.

### 2015
WWE Elimination Chamber 2015 tuvo lugar el 31 de mayo de 2015 en el American Bank Center en Corpus Christi, Texas. El tema oficial del evento fue "Coming For You" de The Offspring. Fue un evento exclusivo de WWE Network y Fox Action para Latinoamérica.

#### Antecedentes
En el episodio del 18 de mayo de Raw, Dean Ambrose desafió al Campeón Mundial Peso Psado de la WWE, Seth Rollins, a una lucha por el título, pero Rollins se negó. Más tarde en la noche, Ambrose atacó a Rollins hasta que The Authority le otorgó a Ambrose un combate por el título contra Rollins en Elimination Chamber.
El 17 de mayo, un Elimination Chamber match por el Campeonato Intercontinental vacante fue programado para el evento. En el episodio del 18 de mayo de Raw, R-Truth, Sheamus, King Barrett, Ryback, Dolph Ziggler y Rusev fueron agregados al combate. El 31 de mayo, Rusev fue declarado incapaz de competir debido a una lesión sufrida tres noches antes en SmackDown. Rusev fue reemplazado por Mark Henry.
En Payback, The New Day derrotó a Tyson Kidd & Cesaro para retener el Campeonato en Parejas de la WWE en un 2-out-of-3 Falls match. Más adelante en el evento, se programó que The New Day defendiera los títulos en un Elimination Chamber match de equipos en el evento. En el episodio del 18 de mayo de Raw, Kidd & Cesaro, Los Matadores, The Ascension, The Lucha Dragons y The Prime Time Players fueron revelados como retadores.

#### Resultados
- Kick-Off: Stardust derrotó a Zack Ryder (6:12).[51]
  - Stardust cubrió a Ryder después de un «The Queen's Crossbow».
- The New Day (Big E, Kofi Kingston & Xavier Woods) derrotó a The Lucha Dragons (Sin Cara & Kalisto), Tyson Kidd & Cesaro (con Natalya), The Prime Time Players (Darren Young & Titus O'Neil), The Ascension (Konnor & Viktor) y Los Matadores (Diego & Fernando) (con El Torito) en un Elimination Chamber Match y retuvieron los Campeonatos en Parejas de la WWE (23:30).[52]
  - The New Day eliminó finalmente a The Prime Time Players, ganando la lucha (ver detalles).
  - Este fue el primer Elimination Chamber Match en los que los Campeonatos en Parejas estuvieron en juego.
- Nikki Bella derrotó a Paige y Naomi y retuvo el Campeonato de Divas (6:04).[53]
  - Nikki cubrió a Naomi después de un «Rack Attack».
  - Brie Bella y Tamina tuvieron prohibido el acceso al ringside.
- El Campeón de NXT Kevin Owens derrotó al Campeón de los Estados Unidos John Cena (19:57).[54]
  - Owens cubrió a Cena después de un «Pop-up Powerbomb».
  - Ninguno de los dos campeonatos estuvieron en juego.
- Neville derrotó a Bo Dallas. (8:54)[55]
  - Neville cubrió a Dallas después de un «Red Arrow».
- Ryback derrotó a Sheamus, R-Truth, King Barrett, Dolph Ziggler y Mark Henry en un Elimination Chamber Match y ganó el vacante Campeonato Intercontinental (25:12).[56]
  - Ryback eliminó finalmente a Sheamus, ganando la lucha (ver detalles).
  - Originalmente Rusev era participante de esta lucha, pero fue reemplazado por Henry debido a una lesión.
  - Después de la lucha, Ryback recibió el campeonato de Daniel Bryan, y Bryan celebró junto con Ryback.
- Dean Ambrose derrotó al Campeón Mundial Peso Pesado de la WWE Seth Rollins (con Kane, Jamie Noble & Joey Mercury) por descalificación (21:49).[57]
  - Rollins fue descalificado después de empujar al árbitro.
  - Originalmente, otro árbitro se acercó al ring e hizo la cuenta de tres para que Ambrose ganara, pero el primero despertó y revirtió la decisión, descalificando a Rollins.
  - Como resultado, Rollins retuvo el campeonato.
  - Durante la lucha, Kane, Noble & Mercury interfirieron a favor de Rollins.
  - Después de la lucha, Roman Reigns atacó a Rollins, Kane, Noble & Mercury, y Ambrose se llevó el campeonato consigo.
  - Originalmente, Reigns iba a estar en la esquina de Ambrose, pero Triple H le prohibió el acceso y ordenó que si interfería en la lucha, Ambrose sería descalificado.

### 2017
WWE Elimination Chamber 2017 tuvo lugar el 12 de febrero de 2017 desde el Talking Stick Resort Arena en Phoenix, Arizona. El tema oficial del evento fue "Air" de No Wyld feat. Kamau & Wynne.

#### Antecedentes
En el episodio del 17 de enero de 2017 de SmackDown, el comisionado Shane McMahon programó un Elimination Chamber match por el Campeonato de la WWE como el evento principal de Elimination Chamber. En Royal Rumble el 29 de enero, John Cena derrotó a AJ Styles para ganar el Campeonato de la WWE por decimotercera vez, además de empatar el récord de dieciséis títulos mundiales reconocidos de Ric Flair. Al día siguiente, se agregó a Styles al Elimination Chamber match. En el episodio del 31 de enero de SmackDown, McMahon y el gerente general Daniel Bryan aseguraron a Styles que eventualmente obtendría una revancha uno a uno, antes de revelar a los otros participantes en el Elimination Chamber match: el Campeón Intercontinental Dean Ambrose, The Miz, Baron Corbin, y Bray Wyatt. El ganador de Royal Rumble, Randy Orton, le advirtió a Cena que si aún era campeón después de Elimination Chamber, le quitaría el título en WrestleMania 33. Orton y Wyatt se enfrentaron a Cena y Luke Harper, este último quien tenía un feudo con Orton desde que perdieron los Campeonatos en Parejas de SmackDown; Orton y Wyatt ganaron el combate cuando Orton cubrió a Cena. La semana siguiente, Orton se enfrentó a Cena. Durante el combate, Harper salió y atacó a Wyatt. Orton intentó un RKO en Harper pero fue sorprendido por Cena con un Attitude Adjustment, lo que le dio la victoria a Cena; Orton fue entonces programado para enfrentar a Harper en Elimation Chamber.
En Survivor Series el 20 de noviembre de 2016, Nikki Bella fue originalmente la capitana del equipo femenino del Team SmackDown, pero antes del combate, fue atacada tras bastidores y no pudo competir; Natalya, quien era la coach del equipo, reemplazó a Nikki en el combate. En el siguiente SmackDown, Nikki acusó a Carmella de ser la atacante, ya que las dos habían tenido un feudo durante los meses anteriores, y las dos se enfrentaron en TLC: Tables, Ladders & Chairs el 4 de diciembre en un No Disqualification match, que Nikki ganó. Después del combate, Carmella afirmó que Natalya era la atacante. Durante el siguiente par de semanas, Natalya negó la acusación hasta el episodio del 20 de diciembre de SmackDown, donde admitió ser la atacante debido a celos reprimidos hacia The Bella Twins, creyendo que tenían todo entregado a ellas fácilmente. Las dos se enfrentaron la una a la otra durante las siguientes semanas y participaron en una lucha por equipos en Royal Rumble, donde el equipo de Nikki derrotó al de Natalya. En el episodio del 31 de enero de SmackDown, Daniel Bryan programó un combate entre Nikki y Natalya en Elimination Chamber para resolver sus diferencias.
En el episodio del 20 de diciembre de 2016 de SmackDown, Becky Lynch, disfrazada como la recién llegada La Luchadora, derrotó a la Campeona Femenina de SmackDown Alexa Bliss en un combate no titular cuando hizo que la campeona se sometiera a un Dis-arm-her; después del combate, Lynch se desenmascaró. Durante las siguientes semanas, una La Luchadora malvada comenzó a ayudar a Bliss en sus combates contra Lynch, incluida una exitosa defensa del título de Bliss en un Steel Cage match en el evento principal del episodio del 17 de enero, donde La Luchadora fue desenmascarada como Mickie James, quien hacía su regreso. La semana siguiente, James explicó sus acciones afirmando que había sido olvidada; Lynch salió, pero fue emboscada por Bliss y James. Además, en el episodio del 24 de enero de SmackDown, Naomi iba a enfrentar a Natalya, pero el combate fue cancelado después de que Nikki Bella atacó a Natalya tras bastidores. Entonces Naomi hizo un desafío abierto. Bliss salió, no para aceptar el desafío, sino para menospreciar a Naomi. Las cuatro mujeres luego compitieron en el combate en parejas de seis mujeres en Royal Rumble, donde el equipo de Lynch y Naomi derrotó al equipo de Bliss y James después de que Naomi cubriera a Bliss. Las cuatro se involucraron en un combate de equipos regular en el siguiente episodio de SmackDown, donde Naomi cubrió nuevamente a Bliss. Más tarde, en Talking Smack, Bliss fue programada para defender el Campeonato Femenino de SmackDown contra Naomi en Elimination Chamber. El 7 de febrero, un combate entre Lynch y James fue programado para Elimination Chamber.

#### Resultados
- Kick-Off: Mojo Rawley derrotó a Curt Hawkins (8:05).[70][71]
  - Rawley cubrió a Hawkins después de una «Tilt-a-whirl Powerslam».
- Becky Lynch derrotó a Mickie James (11:34).[72][73]
  - Lynch cubrió a James con un «Roll-up».
- Apollo Crews & Kalisto derrotaron a Dolph Ziggler en un 2-on-1 Handicap Match (7:20).[72][74]
  - Crews cubrió a Ziggler después de un «Spin Kick» de Kalisto y un «Spin-out Powerbomb».
  - Antes de la lucha, Ziggler atacó a Kalisto, pero este regresó a la lucha.
  - Después de la lucha, Ziggler atacó a Crews y Kalisto con una silla.
- American Alpha (Chad Gable & Jason Jordan) derrotaron a The Usos (Jey Uso & Jimmy Uso), Breezango (Tyler Breeze & Fandango), The Vaudevillains (Aiden English & Simon Gotch), The Ascension (Konnor & Viktor) y Heath Slater & Rhyno en un Tag Team Turmoil Match y retuvieron el Campeonato en Parejas de SmackDown (21:10).[72][75]
  - Rhyno cubrió a Fandango después de un «Gore» (4:30).[72]
  - Slater cubrió a English después de un «Smash Hit» (6:45).[72]
  - Jey cubrió a Slater después de un «Samoan Kick» (9:45).[72]
  - Gable cubrió a Jimmy con un «Roll-up» (15:20).[72]
  - Gable cubrió a Viktor después de un «Grand Amplitude» (21:10).
  - Después de ser eliminados, The Usos atacaron a American Alpha.
- Nikki Bella y Natalya terminaron sin resultado (13:17).[72][76]
  - La lucha terminó sin resultado después de que Nikki y Natalya no volvieran al ring antes de la cuenta de diez.
  - Después de la lucha, ambas luchadoras se atacaron mutuamente.
- Randy Orton derrotó a Luke Harper (9:15).[72][77]
  - Orton cubrió a Harper después de un «RKO».
- Naomi derrotó a Alexa Bliss y ganó el Campeonato Femenino de SmackDown (8:20).[72][78]
  - Naomi cubrió a Bliss después de un «Split-legged Moonsault».
- Bray Wyatt derrotó a John Cena (c), AJ Styles, The Miz, Dean Ambrose y Baron Corbin en un Elimination Chamber Match y ganó el Campeonato de la WWE (34:20).[72][79]
  - Wyatt eliminó finalmente a Styles, ganando la lucha (ver detalles).
  - Después de ser eliminado, Corbin atacó a Ambrose.

### 2018
WWE Elimination Chamber 2018 tuvo lugar el 25 de febrero de 2018 desde el T-Mobile Arena en Las Vegas, Nevada. El tema oficial del evento fue "M.O.M" de Will Roush.

#### Antecedentes
En Royal Rumble, Shinsuke Nakamura ganó el Royal Rumble match masculino y decidió quedarse en SmackDown para competir por el Campeonato de la WWE en WrestleMania 34. Esto dejó a Brock Lesnar, quien en el mismo evento retuvo su Campeonato Universal de la WWE en un Triple Threat match contra Braun Strowman y Kane, sin un oponente en WrestleMania. En respuesta, el gerente general de Raw, Kurt Angle, programó un Elimination Chamber match para determinar al contendiente número uno por el Campeonato Universal de la WWE en WrestleMania. Se programaron seis combates de clasificación. Los tres primeros fueron disputados en el episodio del 29 de enero de Raw. En el primero, Strowman derrotó a Kane en un Last Man Standing match para clasificarse. Elias luego se clasificó derrotando a Matt Hardy luego de una distracción de Bray Wyatt, y el agente libre John Cena derrotó a Finn Bálor para clasificar. La semana siguiente, Elias derrotó a Cena y Strowman en un Triple Threat match para determinar quién sería el último en ingresar a la cámara. Ese mismo episodio, Roman Reigns y el Campeón Intercontinental The Miz se clasificaron al derrotar a Wyatt y Apollo Crews, respectivamente. En el siguiente episodio, Cena derrotó a The Miz en un combate donde el perdedor sería uno de los hombres en comenzar el combate en la cámara. Más tarde, el último combate de clasificación se llevó a cabo en lo que originalmente fue un Fatal Four-Way match entre Bálor, Wyatt, Hardy y Apollo. Sin embargo, Angle agregó luego a Seth Rollins, lo que lo convirtió en un Fatal Five-Way match. Rollins y Bálor cubrieron a Wyatt simultáneamente, y se decidió que ambos serían parte del Elimination Chamber match, marcando el primer Elimination Chamber match de siete hombres.
En el episodio del 29 de enero de Raw, la comisionada Stephanie McMahon convenció a Asuka, quien ganó el primer Royal Rumble match femenino la noche anterior en Royal Rumble, que esperara hasta después de Elimination Chamber para elegir el campeonato por el que luchar en WrestleMania 34, ya que la Campeona Femenina de Raw, Alexa Bliss, estaba programada para defender su título en el primer Elimination Chamber match femenino. La semana siguiente, el gerente general Kurt Angle anunció que Bayley, Mandy Rose, Mickie James, Sasha Banks y Sonya Deville serían las otras competidoras en el combate.
En el episodio del 15 de enero de Raw, Asuka derrotó a Nia Jax después de que el árbitro detuviera el combate, quien consideró que Jax no podía continuar. Ambas compitieron en el primer Royal Rumble match femenino en Royal Rumble, que Asuka ganó por el derecho a desafiar ya sea por el Campeonato Femenino de Raw o el Campeonato Femenino de SmackDown en WrestleMania 34. En el episodio del 5 de febrero de Raw, el gerente general Kurt Angle anunció que Jax se enfrentaría a Asuka en Elimination Chamber y que si ella derrotaba a Asuka, Jax sería agregada a la lucha de campeonato de Asuka en WrestleMania para convertirla en un Triple Threat match.

#### Resultados
- Kick-Off: Luke Gallows & Karl Anderson derrotaron a The Miztourage (Bo Dallas & Curtis Axel) (8:50).[85][86]
  - Anderson cubrió a Axel después de un «Magic Killer».
- Alexa Bliss derrotó a Mandy Rose, Sasha Banks, Bayley, Mickie James y Sonya Deville y  en un Elimination Chamber Match y retuvo el Campeonato Femenino de Raw (29:35).[87][88]
  - Bliss eliminó finalmente a Banks, ganando la lucha (ver detalles).
  - Este fue el primer Elimination Chamber Match  en donde participaron luchadoras de la división femenina de WWE.
- Cesaro & Sheamus derrotaron a Titus Worldwide (Apollo & Titus O'Neil) (con Dana Brooke) y retuvieron el Campeonato en Parejas de Raw (10:05).[87][89]
  - Sheamus cubrió a Apollo después de un «White Noise».
- Asuka derrotó a Nia Jax (8:15).[87][90]
  - Asuka cubrió a Jax después de revertir un «Powerbomb» en un «Roll-up».
  - Si Jax ganaba, iba a ser añadida a la lucha por el Campeonato Femenino de Raw en WrestleMania 34.
  - Después de la lucha, Jax atacó a Asuka.
- Matt Hardy derrotó a Bray Wyatt (9:55).[87][91]
  - Matt cubrió a Wyatt después de un «Twist of Fate».
- Roman Reigns derrotó a Braun Strowman, Elias, John Cena, The Miz, Seth Rollins y Finn Bálor en un Elimination Chamber Match y ganó una oportunidad por el Campeonato Universal de la WWE en WrestleMania 34 (40:15).[87][92]
  - Reigns eliminó finalmente a Strowman, ganando la lucha (ver detalles).
  - Después de la lucha, Strowman atacó a Reigns
  - Este fue el Elimination Chamber que más tiempo ha durado, con 40:15 minutos.
  - Hasta entonces, esta es la primera y única lucha de 7 hombres dentro de la Elimination Chamber.

### 2019
WWE Elimination Chamber 2019 tuvo lugar el 17 de febrero de 2019 desde el Toyota Center en Houston, Texas. El tema oficial del evento fue "Don't Stop The Devil" de Dead Posey.

#### Antecedentes
En el episodio del 24 de diciembre de 2018 de Raw, el presidente de la WWE, Vince McMahon, anunció que en 2019 se introduciría un nuevo Campeonato Femenino en Parejas de la WWE. En el episodio del 14 de enero de 2019 de Raw, Alexa Bliss reveló los cinturones de campeonato y reveló que las campeonas inaugurales serían determinadas en Elimination Chamber en un Elimination Chamber match, con tres equipos de Raw y tres equipos de SmackDown, lo que hace que el campeonato no sea exclusivo de ninguna de las dos marcas. Los combates de clasificación para determinar los tres equipos de Raw tuvieron lugar en los episodios del 28 de enero y el 4 de febrero de Raw: los equipos de Nia Jax & Tamina, The Riott Squad (Liv Morgan & Sarah Logan), y The Boss 'N' Hug Connection (Bayley & Sasha Banks) clasificaron al derrotar a los equipos de Bliss & Mickie James, Natalya & Dana Brooke, y Alicia Fox & Nikki Cross, respectivamente. No se llevaron a cabo combates de clasificación para SmackDown, lo que se acreditó a su plantel femenino más pequeño, y en cambio, los equipos de Mandy Rose & Sonya Deville, The IIconics (Billie Kay & Peyton Royce), y Naomi & Carmella anunciaron su participación directamente. En el episodio del 11 de febrero de Raw, Jax & Tamina derrotaron a los equipos de Bayley & Banks y Morgan & Logan en una lucha donde el equipo perdedor entrará primero en la cámara. Debido a que cubrieron a Bayley y Banks, éstas serán las primeras participantes del combate. La noche siguiente en SmackDown, ocurrió un combate similar entre los tres equipos de SmackDown en el que Naomi & Carmella derrotaron a Rose & Deville y The IIconics, donde Naomi cubrió a Rose, lo que hizo que Rose y Deville comenzaran el combate junto con Banks y Bayley.
En Royal Rumble, Daniel Bryan derrotó a AJ Styles para retener el Campeonato de la WWE con la ayuda de Rowan, quien hacía su regreso. En el siguiente episodio de SmackDown, Bryan, junto con Rowan, tiraron el cinturón de cuero con placas de metal del título en un bote de basura e introdujeron un nuevo cinturón personalizado hecho de cáñamo y madera. Luego Styles confrontó a Bryan y Rowan, seguidos por Randy Orton, Samoa Joe, Jeff Hardy y Mustafa Ali. Después de una pelea entre todos ellos, el director de Operaciones de la WWE Triple H programó que Bryan defendiera el campeonato contra Styles, Joe, Hardy, Orton y Ali en un Elimination Chamber match. Se programó un Gauntlet match entre los seis para el episodio del 12 de febrero de SmackDown para determinar quién ingresaría a la cámara por último, sin embargo, debido a una lesión legítima, Ali fue sacado del combate y reemplazado con Kofi Kingston de The New Day. Orton ganó el Gauntlet match, convirtiéndose en el último en entrar en la cámara.

#### Resultados
- Kick-Off: Buddy Murphy derrotó a Akira Tozawa y retuvo el Campeonato Peso Crucero de la WWE (13:25).[103][104]
  - Murphy cubrió a Tozawa después de un «Murphy's Law».
- The Boss 'N' Hug Connection (Bayley & Sasha Banks) derrotaron a Nia Jax & Tamina, Naomi & Carmella, The Riott Squad (Liv Morgan & Sarah Logan), Mandy Rose & Sonya Deville y The IIconics (Billie Kay & Peyton Royce) en un Elimination Chamber Match y ganaron el inaugural Campeonato Femenino en Parejas de la WWE  (33:00).[105][106]
  - The Boss 'N' Hug Connection eliminaron finalmente a Rose & Deville, ganando la lucha (ver detalles).
- The Usos (Jey Uso & Jimmy Uso) derrotaron a The Miz & Shane McMahon y ganaron el Campeonato en Parejas de SmackDown (14:10).[105][107]
  - Jimmy cubrió a The Miz después de revertir un «Skull Crushing Finale» en un «Roll-up».
- Finn Bálor derrotó a Bobby Lashley (c) & Lio Rush en un 2-on-1 Handicap Match y ganó el Campeonato Intercontinental (9:30).[105][108]
  - Bálor cubrió a Rush después de un «Coupe de Grâce».
  - Después de la lucha, Lashley atacó a Rush.
- Ronda Rousey derrotó a Ruby Riott y retuvo el Campeonato Femenino de Raw (1:40).[105][109]
  - Rousey forzó a Riott a rendirse con un «Armbar».
  - Antes de la lucha, Charlotte Flair salió a confrontar a Rousey, pero después de la lucha, ambas fueron atacadas por Becky Lynch.
- Baron Corbin derrotó a Braun Strowman en un No Disqualification Match (10:50).[105][110]
  - Corbin cubrió a Strowman después de un «Triple Powerbomb» sobre dos mesas.
  - Durante la lucha, Drew McIntyre y Bobby Lashley interfirieron a favor de Corbin.
- Daniel Bryan (con Rowan) derrotó a AJ Styles, Randy Orton, Jeff Hardy, Samoa Joe y Kofi Kingston (con Big E & Xavier Woods) en un Elimination Chamber Match y retuvo el Campeonato de la WWE (36:40).[105][111]
  - Bryan eliminó finalmente a Kingston, ganando la lucha (ver detalles).
  - Originalmente, Mustafa Ali iba a participar en la lucha, pero fue reemplazado por Kingston debido a una lesión.

### 2020
WWE Elimination Chamber 2020 tuvo lugar el 8 de marzo de 2020 desde el Wells Fargo Center en Filadelfia, Pensilvania. Este fue el último evento de pago por visión que contó con la aparición de público en vivo antes de la pandemia de COVID-19, cuando la empresa trasladó la mayoría de sus espectáculos al WWE Performance Center en Orlando, Florida a puertas cerradas. El tema oficial del evento fue "Don't Stop The Devil" de Dead Posey.

#### Antecedentes
El 17 de febrero, se programó un Elimination Chamber match de mujeres de la marca Raw para determinar a la contendiente por el Campeonato Femenino de Raw contra Becky Lynch en WrestleMania 36. Fueron anunciadas para el combate Natalya, Liv Morgan, Asuka, Ruby Riott, Sarah Logan y Shayna Baszler, esta última quien reavivó su feudo con Lynch de Survivor Series al emboscarla en el episodio de Raw de la semana anterior al anuncio.
En el episodio del 31 de enero de SmackDown, Braun Strowman derrotó a Shinsuke Nakamura (con Sami Zayn y Cesaro en su esquina) para ganar el Campeonato Intercontinental. En el episodio del 28 de febrero, se realizó una firma de contrato para un combate por el título en Elimination Chamber. Cansado de escuchar las protestas de Zayn, Strowman firmó el contrato, declarando que independientemente de quién lo firmara, sabía que básicamente se enfrentaría a los tres en el evento. Zayn aprovechó la oportunidad y él, Nakamura y Cesaro firmaron el contrato, convirtiéndolo en un 3-on-1 Handicap match por el Campeonato Intercontinental de Strowman en el evento.
En Super ShowDown, John Morrison & The Miz derrotaron a The New Day (Big E & Kofi Kingston) para capturar el Campeonato en Parejas de SmackDown. La noche siguiente en SmackDown, se anunció que The Miz y Morrison defenderían el título en un Elimination Chamber match por equipos en el evento. Los retadores anunciados para el combate fueron The New Day (Big E & Kingston), The Usos (Jey Uso & Jimmy Uso), Heavy Machinery (Otis & Tucker), Lucha House Party (Lince Dorado & Gran Metalik) y Dolph Ziggler & Robert Roode. La semana siguiente, Ziggler y Roode ganaron un Gauntlet match de equipos en pareja para ingresar a la cámara como últimos.

#### Resultados
- Kick-Off: The Viking Raiders (Erik & Ivar) derrotaron a Curt Hawkins & Zack Ryder (4:50).[118][119]
  - Erik cubrió a Ryder después de un «The Viking Experience».
- Daniel Bryan derrotó a Drew Gulak (14:20).[120][121]
  - Bryan dejó inconsciente a Gulak con un «LeBell Lock».
- Andrade (con Zelina Vega) derrotó a Humberto Carrillo y retuvo el Campeonato de los Estados Unidos (12:20).[120][122]
  - Andrade cubrió a Carrillo con un «Roll-Up».
- John Morrison & The Miz derrotaron a The New Day (Kofi Kingston & Big E), Heavy Machinery (Otis & Tucker), Dolph Ziggler & Robert Roode, Lucha House Party (Gran Metalik & Lince Dorado) y The Usos (Jey Uso & Jimmy Uso) en un Elimination Chamber Match y retuvieron el Campeonato en Parejas de SmackDown (32:55).[120][123]
  - Morrison & The Miz eliminaron finalmente a The Usos, ganando la lucha (ver detalles).
- Aleister Black derrotó a AJ Styles (con Luke Gallows & Karl Anderson) en un No Disqualification Match (23:15).[120][124]
  - Black cubrió a Styles después de un «Black Mass».
  - Durante la lucha, Gallows & Anderson interfirieron a favor de Styles, mientras que The Undertaker interfirió a favor de Black.
- The Street Profits (Angelo Dawkins & Montez Ford) derrotaron a Seth Rollins & Murphy (con Akam & Rezar) y retuvieron el Campeonato en Parejas de Raw (18:30).[120][125]
  - Ford cubrió a Murphy después de un «Frog Spash».
  - Durante la lucha, AOP interfirieron a favor de Rollins & Murphy, mientras que The Viking Raiders & Kevin Owens interfirieron a favor de The Street Profits.
  - Después de la lucha, Owens atacó a Rollins.

- Sami Zayn, Shinsuke Nakamura & Cesaro derrotaron al Campeón Intercontinental Braun Strowman en un 3-on-1 Handicap Match (8:30).[120][126]
  - Zayn cubrió a Strowman después de un «Helluva Kick» mientras Cesaro y Nakamura le aplicaban un «Double Suplex».
  - Como resultado, Zayn ganó el Campeonato Intercontinental.
- Shayna Baszler derrotó a Natalya, Liv Morgan, Asuka, Ruby Riott y Sarah Logan en un Elimination Chamber Match y ganó una oportunidad por el Campeonato Femenino de Raw en WrestleMania 36 (21:00).[120][127]
  - Baszler eliminó finalmente a Asuka, ganando la lucha (ver detalles).

### 2021
WWE Elimination Chamber 2021 tuvo lugar el 21 de febrero de 2021 desde el Tropicana Field en San Petersburgo, Florida, debido a la pandemia de COVID-19. El tema oficial del evento fue "And So It Went" de The Pretty Reckless.

#### Antecedentes
Después de que Sheamus fuera transferido la marca Raw en el Draft de 2020, restableció su antigua amistad con el Campeón de la WWE Drew McIntyre. Sin embargo, en el episodio del 1 de febrero de 2021 de Raw, Sheamus cambió a heel traicionó a McIntyre, declarando que no era su amigo y quería el Campeonato de la WWE. Más tarde, McIntyre aceptó el desafío de Sheamus para un combate. Sin embargo, la semana siguiente, los oficiales de la WWE Adam Pearce y Shane McMahon anunciaron que McIntyre defendería el Campeonato de la WWE contra cinco ex-Campeones de la WWE en un Elimination Chamber match en Elimination Chamber, que incluía a Sheamus, así como a Jeff Hardy, AJ Styles, Randy Orton y Mr. Money in the Bank The Miz. Después de una acalorada confrontación con McIntyre durante un segmento la semana siguiente, The Miz se retiró del Elimination Chamber match. Tras bastidores, Kofi Kingston de The New Day se enfrentó a Pearce sobre el lugar vacante debido a que era un ex-Campeón de la WWE. The Miz también confrontó a Pearce, queriendo ceder su lugar vacante a su compañero de equipo John Morrison; a pesar de no ser un ex-Campeón de la WWE, The Miz le recordó a Pearce y Kingston que Morrison era un ex-Campeón Mundial de ECW. Pearce luego programó un cobate entre Kingston y The Miz donde si The Miz ganaba, Morrison tomaría su lugar, pero si Kingston ganaba, él estaría en el combate. Kingston ganó el combate siguiente. Más tarde esa noche, se llevó a cabo un Gauntlet match entre los seis participantes del Elimination Chamber match para determinar quién entraría en último lugar a la cámara. Sheamus ganó al eliminar por último a McIntyre.
En diciembre de 2020, Riddle comenzó un feudo con el Campeón de los Estados Unidos Bobby Lashley. En el episodio del 4 de enero de Raw, Riddle derrotó a Lashley en una lucha no titular para ganar una lucha por el título la semana siguiente, sin embargo, Riddle perdió ante Lashley. En el episodio del 25 de enero, Riddle ganó otra oportunidad por el título contra Lashley al derrotar a los compañeros de equipo de The Hurt Business de Lashley en un Gauntlet match. Riddle recibió su lucha por el título la semana siguiente en Raw, donde Riddle derrotaría a Lashley por descalificación, pero no ganó el campeonato. La semana siguiente, Riddle tuvo una confrontación con Keith Lee, donde declaró que necesitaba ganar el Campeonato de Estados Unidos. Lee, sin embargo, se opuso, citando que Riddle perdiera sus peleas por el título y declaró que era hora de que alguien más se enfrentara a Lashley. Lee luego declaró que derrotaría a Lashley y que también podría vencer a Riddle. Más tarde esa noche, Lee derrotó a Riddle. Después del combate, Lashley atacó a Lee y Riddle. Posteriormente, Lashley fue programado para defender el Campeonato de Estados Unidos contra Lee y Riddle en Elimination Chamber. El día del evento, sin embargo, Lee fue retirado del partido debido a una lesión. Luego se programó un combate para el pre-show entre John Morrison, Mustafa Ali, Ricochet y Elias para llenar el lugar vacante de Lee en el combate por el Campeonato de los Estados Unidos.
En el episodio del 12 de febrero de SmackDown, el oficial de la WWE, Adam Pearce, programó al Campeón Universal de la WWE Roman Reigns para defender su título en un Elimination Chamber match en Elimination Chamber. Sin embargo, el consejero especial de Reigns, Paul Heyman, señaló que el contrato de Reigns solo establecía que Reigns tenía que defender el campeonato en el evento, pero no necesariamente dentro de la estructura del mismo nombre. Para disgusto de Pearce, se decidió que el ganador del Elimination Chamber match de SmackDown en el evento obtendría un combate por el campeonato contra Reigns inmediatamente esa misma noche. Pearce nombró al primo de Reigns, Jey Uso, y Kevin Owens, a quien Reigns derrotó en Royal Rumble en un Last Man Standing match, como los dos primeros participantes de la lucha, con los otros cuatro lugares determinados por las luchas de clasificación ese mismo episodio. King Corbin y Sami Zayn luego se clasificaron al derrotar a Rey Mysterio y Dominik Mysterio en una lucha por equipos, y más tarde, Cesaro y Daniel Bryan derrotaron a los Campeones en Parejas de SmackDown Dolph Ziggler y Robert Roode en una lucha por equipos no titular para completar los dos últimos lugares.
Combate cancelado
A principios de enero, Lacey Evans se unió a Ric Flair en un intento de burlarse de la hija de Ric, Charlotte Flair. Esto continuaría por varias semanas, incluyendo Evans y Ric interrumpiendo los combates de Charlotte, lo que incluyó hacer que Charlotte y la Campeona Femenina de Raw Asuka perdieran el Campeonato Femenino en Parejas de la WWE en el pre-show de Royal Rumble. En el episodio del 8 de febrero de Raw, Evans declaró que respetaba a Ric y su legado, a diferencia de su hija. Charlotte salió y arremetió contra Evans, acusándola de usar a su padre para seguir adelante. Evans luego declaró que tenía la mira puesta en el Campeonato Femenino de Raw y desafió a Charlotte a un combate, con la estipulación de que si Evans ganaba, tendría una oportunidad por el título. Posteriormente, Evans derrotó a Charlotte por descalificación para ganar un combate por el Campeonato Femenino de Raw contra Asuka en Elimination Chamber. La semana siguiente, durante una pelea por equipos que contó con Charlotte y Asuka contra Evans y Peyton Royce, Evans reveló que estaba embarazada. Dave Meltzer del Wrestling Observer Newsletter confirmó que el embarazo era legítimo y que su combate no se llevaría a cabo.

#### Resultados
- Kick-Off: John Morrison derrotó a Ricochet, Elias y Mustafa Ali (con T-BAR, MACE & SLAPJACK) y ganó una oportunidad por el Campeonato de los Estados Unidos esa misma noche (7:10).[136][137]
  - Morrison cubrió a Ali con un «Roll-Up».
  - Durante la lucha, T-BAR, MACE & SLAPJACK interfirieron a favor de Ali.
- Daniel Bryan derrotó a Jey Uso, Kevin Owens, King Corbin, Sami Zayn y Cesaro en un Elimination Chamber Match y ganó una oportunidad por el Campeonato Universal de la WWE esa misma noche (34:20).[138][139]
  - Bryan eliminó finalmente a Jey, ganando la lucha (ver detalles).
- Roman Reigns (con Paul Heyman) derrotó a Daniel Bryan y retuvo el Campeonato Universal de la WWE (1:32).[138][140]
  - Reigns dejó inconsciente a Bryan con un «Guilotine Choke».
  - Después de la lucha, Edge atacó a Reigns, eligiéndole como oponente para WrestleMania 37.
- Riddle derrotó a Bobby Lashley (c) (con MVP) y John Morrison y ganó el Campeonato de los Estados Unidos (8:40).[138][141]
  - Riddle cubrió a Morrison después de un «Bro Derek».
  - Originalmente, Keith Lee iba a ser parte de la lucha, pero fue reemplazado por Morrison debido a una lesión.
- Nia Jax & Shayna Baszler derrotaron a Sasha Banks & Bianca Belair y retuvieron el Campeonato Femenino en Parejas de la WWE (9:35).[138][142]
  - Jax cubrió a Banks después de un «Samoan Drop».
  - Durante la lucha, Reginald interfirió en contra de Banks & Belair.
- Drew McIntyre derrotó a Sheamus, Randy Orton, Jeff Hardy, AJ Styles (con Omos) y Kofi Kingston en un Elimination Chamber Match y retuvo el Campeonato de la WWE (31:10).[138][143]
  - McIntyre eliminó finalmente a Styles, ganando la lucha (ver detalles).
  - Originalmente The Miz iba a ser parte de la lucha, pero fue reemplazado por Kofi Kingston después de que The Miz renunció a su cupo.
  - Después de ser eliminado, Orton atacó a Kingston y a Hardy con un «RKO».
  - Durante a lucha, Omos Interfirió a favor de Styles, pero fue expulsado de ringside por Adam Pearce.
  - Después de la lucha, Bobby Lashley atacó a McIntyre.
- The Miz derrotó a Drew McIntyre y ganó el Campeonato de la WWE (0:30).[138][144]
  - The Miz cubrió a McIntyre después de un «Skull-Crushing Finale».
  - The Miz canjeó su contrato de Money in the Bank.

### 2022
WWE Elimination Chamber 2022 tuvo lugar el 19 de febrero del 2022 desde el Jeddah Superdome en Yeda, Arabia Saudita. El tema oficial del evento fue "Astronaut in the Ocean" de Masked Wolf.

#### Antecedentes
En Royal Rumble, Bobby Lashley logró vencer a Brock Lesnar para conseguir su segundo Campeonato de la WWE tras la polémica interferencia de Roman Reigns, haciéndole perder el campeonato a Lesnar después de golpearlo con el cinturón en lo que significó la traición de Paul Heyman. En el episodio del 31 de enero de Raw, Adam Pearce anunció que Lashley defendería su título en un Elimination Chamber match ante cinco luchadores que se definirían en luchas clasificatorias en las semanas previas al evento. Esa misma noche, después de anunciar que iría por el Campeonato Universal de la WWE de Reigns en WrestleMania 38 como ganador del Royal Rumble match, Lesnar anunció que hará parte de la Elimination Chamber para ganar el Campeonato de la WWE y hacer de su lucha contra Reings un Champion vs. Champion. Así mismo, durante un segmento con Kevin Owens, Seth Rollins anunció su participación en la contienda, y de inmediato, Owens se enfrentó a Austin Theory por una plaza, ganando este último y asegurando un cupo para el evento. Finalmente, Riddle al derrotar a Otis y AJ Styles al vencer a Rey Mysterio se lograron clasificar y ocupar las dos últimas plazas disponibles para el encuentro.
En el episodio del 31 de enero de Raw, Ronda Rousey, como ganadora del Royal Rumble match, anunciaba su decisión sobre si enfrentará a Charlotte Flair o Becky Lynch en WrestleMania 38. No obstante, al ser interrumpida por Lynch, Rousey simplemente la tumbó sobre el cuadrilátero y le dijo que la decisión de elegir a su contrincante se sabrá durante el episodio del 4 de febrero de SmackDown. De inmediato llegó Lita a confrontar a Lynch y, con algo de picardía, le hizo caer en la trampa tras declarar sus intenciones de ser campeona femenina por quinta vez, programándose un combate por el Campeonato Femenino de Raw en Elimination Chamber.
En 2020, Roman Reigns estaba programado para ser el oponente de Goldberg por el Campeonato Universal de la WWE en WrestleMania 36. Sin embargo, Reigns no pudo competir en el evento a raíz de su estado inmunocomprometido debido a batallas pasadas contra la leucemia y el apartarse del COVID-19, siendo finalmente reemplazado por Braun Strowman. Dos años más tarde, en el episodio del 4 de febrero de SmackDown, Goldberg reapareció para confrontar nuevamente a Reigns, esta vez como retador, y lo desafió un combate por el Campeonato Universal en Elimination Chamber que se hizo oficial.

#### Resultados
- Kick-Off: Rey Mysterio (con Dominik Mysterio) derrotó a The Miz (9:15).[150][151]
  - Rey cubrió a The Miz con un «Roll-Up».
  - Durante la lucha, Dominik interfirió a favor de Rey, pero el árbitro lo expulsó de ringside.
  - Después de la lucha, The Miz atacó a Rey, pero fue detenido por Dominik.
- Roman Reigns (con Paul Heyman) derrotó a Goldberg y retuvo el Campeonato Universal de la WWE (6:00).[152][153]
  - Reigns dejó inconsciente a Goldberg después de un «Guillotine Choke».
- Bianca Belair derrotó a Doudrop, Rhea Ripley,  Nikki A.S.H., Liv Morgan y Alexa Bliss en un Elimination Chamber Match y ganó una oportunidad por el Campeonato Femenino de Raw en WrestleMania 38 (15:45).[152][154]
  - Belair eliminó finalmente a Bliss, ganando la lucha (ver detalles).
- Ronda Rousey & Naomi derrotaron a Charlotte Flair & Sonya Deville (9:15).[152][155]
  - Rousey forzó a Deville a rendirse con un «Armbar».
  - Durante la lucha, Rousey luchó con una mano atada a la espalda.
- Drew McIntyre derrotó a Madcap Moss (con Happy Corbin) en un Falls Count Anywhere Match (9:00).[152][156]
  - McIntyre cubrió a Moss después de un «Claymore».
  - Durante la lucha, Corbin interfirió a favor de Moss.
- Becky Lynch derrotó a Lita y retuvo el Campeonato Femenino de Raw (12:15).[152][157]
  - Lynch cubrió a Lita después de un «Manhandle Slam».
- Brock Lesnar derrotó a Bobby Lashley (c), Seth Rollins, Austin Theory, Riddle y AJ Styles en un Elimination Chamber Match y ganó el Campeonato de la WWE (14:55).[152][158]
  - Lesnar eliminó finalmente a Theory, ganando la lucha (ver detalles).
  - Durante la lucha, Lashley tuvo que ser retirado después que Rollins lanzara a Theory al interior de la cámara donde estaba.

### 2023
WWE Elimination Chamber 2023 tuvo lugar el 18 de febrero de 2023 en el Centre Bell en Montreal, Canadá. El tema oficial del evento fue "Psycho In My Head" de Skillet.

#### Antecedentes
En la edición del 30 de enero de Raw se anunció una lucha tipo Elimination Chamber por el Campeonato de los Estados Unidos donde el campeón, Austin Theory, enfrentaría a otros cinco luchadores. Los primeros en clasificar esa misma noche fueron Seth "Freakin" Rollins, Johnny Gargano y Bronson Reed, tras vencer a Chad Gable, Baron Corbin y Dolph Ziggler, respectivamente. Una semana más tarde, Damian Priest y Montez Ford clasificaron tras derrotar a Angelo Dawkins y Elias. 
También el 30 de enero, Adam Pearce anunció que, como Rhea Ripley, ganadora del Royal Rumble, optó por una lucha ante Charlotte Flair por el Campeonato Femenino de SmackDown, se realizaría un Elimination Chamber Match de seis luchadoras por una oportunidad titular ante Bianca Belair por el Campeonato Femenino de Raw en WrestleMania 39. Las primeras confirmadas fueron Raquel Rodríguez, Asuka, Liv Morgan y Nikki Cross, las cuatro últimas eliminadas en el Royal Rumble. La quinta clasificada fue Natalya, quien en la edición del 3 de febrero de SmackDown ganó una Fatal 4 Way a Shotzi, Zelina Vega y Shayna Baszler. El 6 de febrero en Raw, Carmella se quedó con el último cupo, tras imponerse a Candice LeRae, Mia Yim y Piper Niven.
Después de que Roman Reigns retuviera el Campeonato Universal Indiscutible de la WWE en Royal Rumble ante Kevin Owens, The Usos (Jey y Jimmy Uso) y Solo Sikoa atacaron a Owens ante la mirada da Sami Zayn, quien se negó a atacarlo con una silla y golpeando, finalmente, a Reigns. Jimmy,  Sikoa y Reigns devolvieron el ataque, mientras Jey abandonó el ring sin sumarse a la golpiza. En el episodio del 4 de febrero de SmackDown, Zayn atacó por sorpresa a Reigns, retándolo a una lucha titular en Elimination Chamber. Tras el reto, Zayn fue atacado por Jimmy y Sikoa, y Reigns aceptó el desafío, señalando que como él había roto su familia, por la decisión de Jey de abandonar el grupo, él lo destrozaría ante su familia en Montreal.
En Royal Rumble, Edge hizo su retorno tras perder ante Finn Bálor en Extreme Rules. Edge tomó parte del Royal Rumble Masculino, eliminando a Bálor y Damian Priest. Sin embargo, cuando intentó hacer lo mismo con Dominik Mysterio, fue eliminado por Bálor. Tras ello, los tres se golpearon en la rampa de entrada, sumándose a la disputa Rhea Ripley y Beth Phoenix. En la edición del 6 de febrero, Edge y Phoenix lanzaron un reto a The Judgment Day para un lucha de relevos mixtos contra Bálor y Ripley, el que fue aceptado.
Luego de que Brock Lesnar regresara en Raw is XXX, interfiriendo y costándole a Bobby Lashley la lucha por el Campeonato de los Estados Unidos ante Austin Theory, ambos volvieron a verse las caras en el Royal Rumble, donde Lashley eliminó a Lesnar. En la edición del 6 de febrero de Raw, Lesnar ofreció a Lashley un contrato por una lucha en Elimination Chamber. Lashley se negó inicialmente, indicando que iba a revisar el contrato con sus asesores, lo que fue respondido por Lesnar aplicándole dos «F-5». Una semana más tarde, Lashley firmó el contrato y devolvió el ataque a Lesnar con una lanza.

#### Resultados
- Asuka derrotó a Nikki Cross, Liv Morgan, Natalya, Raquel Rodríguez y Carmella en un Elimination Chamber Match y ganó una oportunidad por el Campeonato Femenino de Raw en WrestleMania 39 (19:30).[159][160]
  - Asuka eliminó finalmente a Carmella, ganando la lucha (ver detalles).
- Bobby Lashley derrotó a Brock Lesnar por descalificación (4:45).[159][161]
  - Lesnar fue descalificado después de aplicarle un «Low Blow» a Lashley.
  - Después de la lucha, Lesnar atacó al árbitro y a Lashley.
- Edge & Beth Phoenix derrotaron a The Judgment Day (Finn Bálor & Rhea Ripley) (con Dominik Mysterio) (13:50).[159][162]
  - Edge cubrió a Bálor después de un «Big Rig».
  - Durante la lucha, Dominik interfirió a favor de The Judgment Day.
- Austin Theory derrotó a Bronson Reed, Johnny Gargano, Damian Priest, Montez Ford y Seth Rollins en un Elimination Chamber Match y retuvo el Campeonato de los Estados Unidos (31:30).[159][163]
  - Theory eliminó finalmente a Rollins, ganando la lucha (ver detalles).
  - Durante la lucha, Logan Paul interfirió atacando a Rollins.
- Roman Reigns (con Paul Heyman) derrotó a Sami Zayn y retuvo el Campeonato Universal Indiscutible de la WWE (32:20).[159][164]
  - Reigns cubrió a Zayn después de varios silletazos y un «Spear».
  - Durante la lucha, Jimmy Uso & Heyman interfirieron a favor de Reigns, mientras que Jey Uso impidió que Reigns atacara a Zayn con una silla, siendo Jey atacado accidentalmente por Zayn.
  - Después de la lucha, Kevin Owens atacó a Heyman y Jimmy, mientras que Zayn atacó a Reigns.

### 2024
Elimination Chamber 2024, también promocionado como Elimination Chamber: Perth, tuvo lugar el 24 de febrero de 2024 en el Estadio de Perth en Perth, Australia, marcando el primer evento de WWE que se llevó a cabo en dicho país oceánico desde Super Show-Down en octubre de 2018. También fue el tercer Elimination Chamber consecutivo fuera de Estados Unidos.

#### Antecedentes
En el episodio del 2 de febrero de SmackDown, comenzó la serie de contendientes por el Campeonato Indiscutido en Parejas de WWE con dos Fatal 4-Way matches (una para cada marca), con los equipos ganadores enfrentándose para determinar quién desafiaría a los campeones reinantes, The Judgment Day (Finn Bálor & Damian Priest) por el título en Elimination Chamber. British Strong Style (Pete Dunne & Tyler Bate) ganaron el grupo de SmackDown esa noche, mientras que en el siguiente episodio de Raw, DIY (Johnny Gargano & Tommaso Ciampa) ganaron el grupo de Raw. Finalmente, en el SmackDown del 9 de febrero de SmackDown, British Strong Style se impuso en el combate y se quedó con la oportunidad titular.
El 5 de febrero, el gerente general de Raw, Adam Pearce, anunció que, como la ganadora del Royal Rumble, Bayley, escogió enfrentarse a la Campeona Femenina de WWE, Iyo Sky, en WrestleMania XL, la rival por el Campeonato Mundial Femenino sería la ganadora del WWE Elimination Chamber. Esa misma noche, Becky Lynch logró el primer cupo, derrotando a Shayna Baszler. El 9 de febrero, en SmackDown, Bianca Belair logró su clasificación tras vencer a Michin. El 12 de febrero en Raw, Liv Morgan consiguió un cupo luego de derrotar a Zoey Stark. En el SmackDown del 16 de febrero, Tiffany Stratton y Naomi clasificaron tras vencer a Zelina Vega y Alba Fyre (quien reemplazó a Shotzi, por lesión), respectivamente. El 19 de febrero en Raw, la retornante Raquel Rodríguez consiguió el último cupo, luego de imponerse en un Royal Rumble Match.
En Crown Jewel en noviembre de 2023, Rhea Ripley retuvo el Campeonato Mundial Femenino en una Fatal 5-Way match en la que también involucró a Nia Jax. Desde entonces, Jax continuó apuntando a Ripley, prometiendo ganar el Royal Rumble 2024 para enfrentar a Ripley en WrestleMania XL, pero fracasó. En el siguiente episodio de Raw, Jax atacó brutalmente a Ripley y dijo que no llegaría a WrestleMania. En el episodio del 5 de febrero, Ripley llamó a Jax, sin embargo, Adam Pearce apareció, tratando de evitar una pelea entre ambas, y anunció que Ripley defendería el título contra Jax en Elimination Chamber.
El 9 de febrero en SmackDown, los gerentes Nick Aldis y Adam Pearce anunciaron que, debido a la decisión de Cody Rhodes de enfrentar a Roman Reigns en WrestleMania XL, el rival de Seth «Freakin» Rollins por el Campeonato Mundial de Peso Pesado en dicho evento sería el ganador de Elimination Chamber, combate para el cual habría seis luchas clasificatorias. Esa misma noche, Drew McIntyre y Randy Orton se convirtieron en los primeros clasificados, luego de derrotar a AJ Styles y Sami Zayn, respectivamente. El 12 de febrero en Raw, Bobby Lashley y LA Knight lograron sus cupos luego de imponerse en sus luchas ante «Big» Bronson Reed e Ivar. Los dos últimos clasificados fueron Kevin Owens y Logan Paul, que en el SmackDown del 16 de febrero se impusieron a Dominik Mysterio y The Miz, respectivamente.

#### Resultados
- Kick-Off: The Kabuki Warriors (Asuka & Kairi Sane) derrotaron a Candice LeRae & Indi Hartwell y retuvieron el Campeonato Femenino en Parejas de WWE (8:55).[165]
  - Sane cubrió a LeRae después de un «InSane Elbow».
- Becky Lynch derrotó a Bianca Belair, Liv Morgan, Naomi, Raquel Rodríguez y Tiffany Stratton en un Elimination Chamber Match y ganó una oportunidad titular por el Campeonato Mundial Femenino en WrestleMania XL (32:16).[166][167]
  - Lynch eliminó finalmente a Morgan, ganando la lucha (ver detalles).
- The Judgment Day (Damian Priest & Finn Bálor) (con Dominik Mysterio) derrotó a New Catch Republic (Pete Dunne & Tyler Bate) y retuvo el Campeonato Indiscutible en Parejas de WWE (17:27).[168][169]
  - Bálor cubrió a Dunne después de un «Coup de Grace».
  - Durante la lucha, Mysterio interfirió a favor The Judgment Day.
- Drew McIntyre derrotó a Bobby Lashley, Kevin Owens, LA Knight, Logan Paul y Randy Orton en un Elimination Chamber Match y ganó una oportunidad titular por el Campeonato Mundial de Peso Pesado en WrestleMania XL (36:55).[170][171]
  - McIntyre eliminó finalmente a Orton después de un puñetazo de Paul, quien ya había sido eliminado (ver detalles).
  - Durante la lucha, AJ Styles atacó con una silla a Knight, costándole la eliminación.
- Rhea Ripley derrotó a Nia Jax y retuvo el Campeonato Mundial Femenino (14:35).[172][173]
  - Ripley cubrió a Jax después de un «Riptide».

### 2025
Elimination Chamber 2025, también promocionado como Elimination Chamber: Toronto, tuvo lugar el 1 de marzo del 2025 en el Rogers Centre en Toronto, Canadá. Fue el cuarto Elimination Chamber consecutivo fuera de Estados Unidos.

#### Antecedentes
En la conferencia de prensa tras Royal Rumble, John Cena anunció que participaría en el Elimination Chamber Match en búsqueda de una lucha titular en WrestleMania 41, en la que será su última Elimination Chamber como luchador. Mientras, en la edición de Raw del 3 de febrero, CM Punk logró clasificar derrotando a Sami Zayn. En el SmackDown del 7 de febrero, Drew McIntyre se convirtió en el tercer participante, imponiéndose en una triple amenaza a LA Knight y Jimmy Uso.  El cuarto cupo fue para Logan Paul, quien el 10 de febrero en Raw venció a Rey Mysterio. El quinto clasificado fue Damian Priest, quien el 14 de febrero en SmackDown se impuso a Braun Strowman,  y Jacob Fatu en una triple amenaza. El último cupo fue para Seth «Freakin» Rollins, quien el 17 de febrero en Raw venció a Finn Bálor. En la edición de Raw del 10 de febrero, el ganador de Royal Rumble, Jey Uso, anunció que enfrentaría a Gunther por el Campeonato Mundial de Peso Pesado en WrestleMania 41, por lo quien resulte triunfador en Elimination Chamber irá por el Campeonato Indiscutible de WWE de Cody Rhodes.
En el Raw del 3 de febrero, Liv Morgan se convirtió en la primera clasificada a Elimination Chamber, tras derrotar a Iyo Sky por descalificación por intervención de Rhea Ripley. El 7 de febrero en SmackDown, Bianca Belair y Alexa Bliss lograron sus cupos venciendo a Piper Niven y Candice LeRae, respectivamente. El cuarto cupo fue para Bayley, quien derrotó a Lyra Valkyria el 10 de febrero en Raw. La quinta clasificada fue Naomi, quien el 14 de febrero en SmackDown venció a Chelsea Green. La última clasificada fue Roxanne Perez, quien el 17 de febrero en Raw derrotó a Raquel Rodríguez. En la edición del 14 de febrero de SmackDown, la ganadora de Royal Rumble, Charlotte Flair, anunció que escogía enfrentar a Tiffany Stratton por el Campeonato Femenino de WWE en Wrestlemania 41, por lo que la ganadora de Elimination Chamber irá por el Campeonato Mundial Femenino ante Rhea Ripley.
En junio de 2024, Tiffany Stratton y Nia Jax formaron una alianza. Durante este tiempo, Stratton ganó el contrato Women's Money in the Bank Ladder Match en Money in the Bank, más adelante en SummerSlam, Jax ganó el Campeona Femenina de WWE tras derrotar a Bayley. En octubre, Jax formó otra alianza con Candice LeRae, la que puso celosa a Stratton. En SmackDown del 3 de enero, Jax derrotó a Naomi para retener el Campeonato Femenino de WWE. No obstante, después de la lucha, Stratton aprovechó un ataque de Bianca Belair a Jax y canjeó su contrato para convertirse en la nueva campeona, finalizando la alianza entre ambas. En Royal Rumble, Trish Stratus regresó para participar en el Women's Royal Rumble Match. En la lucha, Stratus eliminó a LeRae, sin embargo, fue eliminada por Jax. En la edición del 14 de febrero en SmackDown, Stratton retuvo su campeonato ante Jax por medio de una descalificación por intervención de LeRae. Después de la lucha, Jax y LeRae siguieron atacando a Stratton, hasta que apareció Stratus a defenderla. Esa misma noche se hizo oficial una lucha en parejas entre las cuatro.
Antes de la lucha Ladder Match entre Cody Rhodes y Kevin Owens en el Royal Rumble, Owens aparecía en Raw y SmackDown con una réplica del Winged Eagle Championship Belt. Decía que era el verdadero campeón y que quería enfrentar al ganador del Men's Royal Rumble Matchen WrestleMania 41. En Raw el 20 de enero, Sami Zayn habló sobre su deseo de ganar el Royal Rumble. Owens lo apoyó, asegurando que Zayn podía ganar y que lo respaldaría en su lucha contra Cody Rhodes en el Ladder Match por el Campeonato Indiscutido de WWE. Sin embargo, Owens perdió ante Rhodes, y aunque Zayn estuvo en ringside para apoyar a Owens, no se involucró en el combate. Zayn tampoco ganó el Royal Rumble esa misma noche. En el siguiente Raw, Zayn fue derrotado por CM Punk en una lucha clasificatoria para el Elimination Chamber Match. Después de eso, Owens atacó a Zayn con un Piledriver, lesionándolo y dejándolo fuera de acción por un tiempo. Zayn prometió vengarse cuando estuviera físicamente listo para luchar. Owens, por su parte, explicó que la traición de Zayn al no apoyarlo durante su lucha por el campeonato fue la razón de su ataque. El 17 de febrero, Zayn desafió a Owens a una lucha en su tierra natal, pero el gerente general de Raw, Adam Pearce, se negó a sancionar el combate debido a la lesión de Zayn. Zayn no se fue del ring hasta que Pearce aceptó hacer oficial un Unsanctioned Match entre ambos para Elimination Chamber, en Toronto, Canadá.

#### Resultados
- Bianca Belair derrotó a Liv Morgan, Alexa Bliss, Bayley, Naomi y Roxanne Perez en un Elimination Chamber Match y ganó una oportunidad por el Campeonato Mundial Femenino en WrestleMania 41 (29:15).[175]
  - Belair eliminó finalmente a Morgan, ganando la lucha (ver detalles).
  - Recién iniciada la lucha, Jade Cargill atacó a Naomi, quien no pudo seguir en el combate.
- Tiffany Stratton & Trish Stratus derrotaron a Nia Jax & Candice LeRae (11:40).[176]
  - Stratton cubrió a Jax después de un «Prettiest Moonsault Ever».
- Kevin Owens derrotó a Sami Zayn en un Unsanctioned Match (27:35).[177]
  - Owens cubrió a Zayn después de dos «Powerbomb» sobre el borde del ring.
  - Después de la lucha, Randy Orton hizo su regreso y atacó a Owens.
  - Esta lucha fue calificada con 5 estrellas por el periodista Dave Meltzer.
- John Cena derrotó a CM Punk, Drew McIntyre, Logan Paul, Damian Priest y Seth «Freakin» Rollins en un Elimination Chamber Match y ganó una oportunidad por el Campeonato Indiscutido de WWE en WrestleMania 41 (32:40).[174]
  - Cena eliminó finalmente a Punk, ganando la lucha (ver detalles).
  - Después de la lucha, Cena atacó a Cody Rhodes cambiando a heel y uniéndose a The Rock y Travis Scott.